# Nyctiprogne
Nyctiprogne är ett släkte med fåglar i familjen nattskärror med två arter som båda förekommer i Sydamerika:
- Bandstjärtad nattskärra (N. leucopyga)
- Caatinganattskärra (N. vielliardi)